# Albion (Nebraska)
Pour les articles homonymes, voir Albion (homonymie).
La ville d’Albion est le siège du comté de Boone, dans l’État du Nebraska, aux États-Unis. Sa population s’élevait à 1 650 habitants lors du recensement de 2010, estimée à 1 599 habitants en 2016.

## Personnalité liée à la ville
Le secrétaire à la Marine des États-Unis de 1949 à 1951, Francis P. Matthews (en), est né à Albion.